# Torque (DC Comics)
Torque è un supercriminale dell'Universo DC, e un nemico di Nightwing. Creato dallo scrittore Chuck Dixon e dall'artista Scott McDaniel, comparve per la prima volta in Nightwing vol. 2 n. 1 (ottobre 1996).

## Biografia del personaggio
L'Ispettore Dudley "Deadly" Soames era l'uomo più sporco che lavorava nel Dipartimento di Polizia di Blüdhaven. Incontrò Nightwing per la prima volta quando gli fu ordinato da Delmore Redhorn, il Capo della Polizia, di giustiziare il giovane vigilante. Soames, tuttavia, tradì Redhorn e permise a Nightwing di vivere, con l'intenzione di mettere ogni fazione della città una contro l'altra. Giocò in entrambi i lati del recinto della legge: forniva informazioni a Nightwing riguardo agli accordi criminali di Blockbuster, serviva però Blockbuster come tenente della mafia, e sovrintese molte delle attività criminali del mandato corrotto del Capo Redhorn nella polizia.
Dopo che il piano di Soames di utilizzare lo Spaventapasseri contro Nightwing fallì disastrosamente, Blockbuster si stancò del suo subalterno, e cercò un modo per farlo uccidere. Soames rispose con sorprendente astuzia, e cercò di prendere in ostaggio la madre invalida di Blockbuster come parte del suo ultima offerta di potere. Nightwing cercò di intervenire, ma fu costretto a salvare i passanti innocenti mentre Blockbuster girò la testa dell'ex poliziotto di 180 gradi, lasciandolo morto.
Però, Soames sopravvisse per purissima fortuna, e la sua trachea rimase illesa abbastanza a lungo a permettergli di giungere ad un supporto vitale. Anche se il suo collo fu permanentemente girato, grazie a nuove tecniche mediche, la sofisticata micro-chirurgia fu in grado di riattaccare le sue terminazioni nervose così che potesse muoversi di nuovo. Con la restituzione del controllo sul proprio corpo, ma informato che la sua testa non poteva ritornare alla normalità, Soames passò del tempo reimparando a muoversi normalmente, "vedendo attraverso il retro della sua testa" con l'utilizzo di occhiali con una serie di specchi incorporati. Disgustato dalla propria condizione nonostante l'assicurazione del dottor che tutto era andato come non poteva andare altrimenti, Soames uccise brutalmente il dottore che gli salvò la vita, e rinominandosi Torque, e (ottenendo il supporto dell'Intergang) iniziò una nuova guerra tra gangs per il controllo di Blüdhaven, vendicandosi di Blockbuster, Nightwing, e della città che ora credeva di possedere.
Torque combatté contro Nightwing e il vigilante "Nite-Wing" poco dopo l'assassinio di Ricky Noone. Blockbuster non fu contento che ci fosse una guerra criminosa senza che lui fosse coinvolto.
Dopo essere sceso ancora di più nella pazzia, Soames fu portato alla giustizia da Nightwing, per poi vederlo pianificare un'evasione di massa con l'aiuto del vigilante carcerato Nite-Wing. Tutto ciò dimostrò la sua disfatta, in quanto una volta libero non perse tempo a ritornare ai suoi vecchi piani, tentando persino di arruolare Nite-Wing nel suo regno di terrore. Il vigilante, però, aveva tolleranza zero riguardo alla politica del crimine, e, realizzando a vera natura di Soames, i due entrarono in uno stallo alla messicana, che vide solo Nite-Wing come vincitore.

## In altri media
Torque comparve per qualche istante nell'ultimo episodio della seconda stagione di Arrow, "L'impensabile", interpretato dall'attore Michael Adamthwaite. Dopo che Amanda Waller ordinò a un drone di attaccare Star City, John Diggle e Lyla Michaels liberarono tutti i membri della Suicide Squad, Torque incluso, che quindi costrinse la Waller a fermare l'attacco del drone, cosa che alla fine fece. Anche se il suo nome vero non fu mai confermato, sembrerebbe che questo Torque sia molto simile alla sua controparte dei fumetti.